# 塔塔杨
塔塔杨（1980年12月14日—），暱稱Tata，生于泰国曼谷，父亲是美国人，母亲是泰国人，自十五岁塔塔出现在乐坛上以来一直受泰国年轻一代的欢迎与追捧，现在是泰国娛樂圈超白金唱片出产最多的女艺人。

## 生平

### 少年得志：1994-1995
塔塔的生父为长期居住在泰国的美国人梯姆·杨（Tim Young），生母为泰国人。她自幼天性活泼、顽皮，尤其喜爱放声歌唱。十一岁时参加泰国小朋友歌咏比赛，在5,300人参加的国际组比赛中以一曲《仅有一夜》（英文歌：One Night Only）一鸣惊人独占鳌头，并将所得的电子琴奖品献给她的母校“曼谷琶打那小学”（Bangkok Patana School）。
不久，山叶唱片公司（Yamaha Music）与塔塔签订了唱片和约，象征着一个小童星跨进了音乐界大门。短短三年后，十四岁的塔塔就得到泰国最大的音像跨国企业格林美唱片公司（GMM Grammy）的垂青，签署了一份相当大的合约。
塔塔的第一个泰语歌曲专辑《อมิตา ตาตา ยัง》 （Amita Tata Young专辑）一推出不久，即取得泰国歌曲流行榜之首位，五个月后唱片销售量即突破百万大关，年方十五岁的塔塔此时成为泰国艺术界家喻户晓的名字。
她和签约唱片公司趁热打铁，录制新唱片《塔塔百万张纪念版》再获佳績。第一个单曲ฉันรักเธอ - Chan Rak Thur (即I Love You)的销售量也再破百万大关，其势锐不可挡。
出道短短一年的塔塔一举获得了曼谷报界：《最佳娱乐人奖》、《1995年最佳唱片奖》、《最佳歌曲影视奖》、《最佳单版音乐奖》（第一与第二名）和泰国《电台听众最喜爱者奖》。

### 菲声四海：1996-1997
塔塔杨独特的欧亚背景为她的音乐走向世界创造了良好的条件。1996年2月，塔塔被澳大利亚《世界电视大联播》节目选定代表泰国歌唱，该节目对澳洲及东南亚诸国播出，这是她第一次在世界影视舞台上露面。
1996年4月，年方十六岁的少年塔塔踏上了美国影都荷李活（即好莱坞）的音乐殿堂。在帕拉丁音乐厅（Hollywood Palladium）召开个人演唱会并获得好评。在亚洲歌星里甚少有人能有幸登陆美国面对该大庭观众演唱，更何况这么年轻的新人。
1997年7月1日香港主權移交夜，中国政府又挑选她代表泰王国，与世界各国音乐红人同台献技庆祝香港主權移交。
同年8月，塔塔获得泰国音乐家协会破例颁发的《金匹坎斯神像奖》（Golden Pikkanes God Award，为最高音乐奖赏），泰王普密蓬·阿杜德陛下御驾亲临会场，并对塔塔的献唱赞许有加。

### 影、视、歌三栖：1997-2003
1997年，塔塔杨歌迷会成立，她的个人娱乐公司"Tata Entertainment"，也面世并大力开展她的影视与模特儿事业。
塔塔杨的第一部电影是1997年的《红单车传奇》，自公映以来打破泰国历来影片的所有记录，也为她获得了《泰国最佳演员奖》。她的后来两部电影《喔-负面》和《Plai Tien》也引起轰动。1997年《伊人杂志》将她评选为当年泰国十大最有影响的人物。
1998年，第十三届亚洲运动会在泰国曼谷开幕，塔塔杨以其无可争议的泰国歌坛‘一姐’地位（是论知名度排列，不是按年龄）获得领衔主唱亚运主题曲《攀手星空》（Reach for the Stars）。《亚洲周刊》将塔塔杨评为‘亚洲二十五个最有影响的人物之一’。
2001年，成立新的泰罗唱片公司（TERO Records），新唱片出炉又毫无例外地引起轰动，
几乎每一首歌都排在流行榜前列。当年塔塔被《时代杂志》评为在亚洲最成功的欧亚裔人士。 
2003年，泰罗唱片公司的第二张唱片面世，唱片名为《真正的TT》，塔塔参加了唱片的制作、概念设计工作，结果又大获成功。
这一年，塔塔却意外地因为她和泰国网球明星帕拉东·斯里恰潘（ภราดร ศรีชาพันธุ์，Paradon Srichaphan）之间的友谊遭到泰国传媒猜疑和误解，有些人说她是想利用这种特殊的关系促进唱片的销售量，更有一些人在帕拉东因伤比赛成绩不佳时指责是她令他分心。这种尴尬的场面最后以帕拉东出面辟谣而结束。

### 名冠亚洲：2004-至今
2004年，告别了少年时代的塔塔以成熟形象示人，
2月14日，她的第一个英语唱片专辑《我必信 台譯：愛的冒險》（I Believe）通过哥伦比亚唱片公司在新加坡首轮发布，一百多名传媒人士出席。
这一專辑中的主打歌曲名为《性感、顽皮、狡猾》（Sexy, Naughty, Bitchy），为了照顾到马来西亚和泰国南部地区的听众感受，
在上述地区发布时将歌唱作了更改，歌名也变成了《性感、顽皮、机灵》（Sexy, Naughty, Cheeky）。后来又推出两张单版《我必信》（I Believe）和《辛黛瑞拉》（Cinderella，即灰姑娘）。
尽管经历如此争议，塔塔杨依然被马来西亚歌曲听众评选为‘世界前五十名最性感女士’。而新加坡则邀请她出任2004年新加坡环球小姐竞赛的评委。
这一年塔塔杨的影响也到达了印度影都宝莱坞，她担纲录制了印度影片《飞车霸王》（Dhoom）里的一首插曲，并趁此机会以印度为起点站举行环亚洲巡回演唱。
在菲律宾和印度尼西亚，两万多名歌迷列队争购她的演唱会入场券，在韩国演唱会上，塔塔邀请南韩明星‘H’与她同台演唱她新唱片中《我心想着你》（I Think of You）。
在台湾，塔塔成为第一个受邀在《金曲奖》頒奖儀式上演唱的泰国歌手，她得以和吳建豪、周杰伦、王力宏、蔡依林等同台合作。
在中国大陆和香港，《性感、顽皮、狡猾》等劲歌也登上了流行榜的鳌头。
挟着在南亚、东南亚、中国大陆的巨大成功，塔塔杨将矛头转向日本，《性感、顽皮、狡猾》在日本各主要流行榜上也扶摇直上，她的影像每十分钟即在东京涩谷街头出现一次，唱片在日本销售量超过了300,000，这对于国外歌手是相当惊人的成绩。福冈、大阪、横滨、名古屋、仙台和东京，她的六场演唱会全部爆满。
2006年8月，塔塔第二英语相册专辑《暖潮》（Temperature Rising）面世，其主打歌为《厄尔尼诺》，这个专辑包含一些名家如Diane Warren、保罗·麦卡里爵士和Natasha Bedingfield所谱写的歌曲。为新唱片促销的曼谷演唱会---《Tata Young Temperature Rising Live in Bangkok》吸引大量泰外嘉宾，盛况空前。
唱片销售十分成功，也免不了招来了一些批评，其中最尖刻的当数泰国国会中某个自诩为‘泰国文化监护人’的资深参议员Rabiabrat Pongpanich。她曾对《曼谷商务报》说道，‘她只不过是亮大胸脯而已’，她又对《泰国日报》记者说道，‘那些去听她演唱会的人即不是去听歌也不是去观舞，而是把大把的钱砸在夸张的胸脯、臀部和肚脐眼上了’。此言一出，日报的网站上短短幾个小时之内竟然出现了三百多个回应，塔塔的‘声援者’阵营和‘声讨者’阵营旗鼓相当，各不相让。
2006年12月，塔塔忙于在亚洲星光电视台上推广她的新作《暖潮》（Temperature Rising）、《雨水快来吧、阳光快来吧》（Come Rain, Come Shine），这些歌曲已经对每一个泰国青年十分耳熟能详，歌曲中所要传递的信息是地球在变暖，因此而带来的问题，需要每个人的关注。塔塔杨的下一步计划是盡快到欧洲去开个人演唱会，把激励人心的歌曲带给更多的歌迷听众们。

## 專輯列表

### 泰语歌曲專輯

#### Studio Albums
- 1995 : Amita Tata Young
- 1997 : Amazing Tata（英语：Amazing Tata）
- 2001 : Tata Young
- 2003 : Real TT
- 2005 : Dangerous Tata（英语：Dangerous Tata）

#### EP Albums
- 1998 : Tata Remix（英语：Tata Remix） (Remix Album)
- 2000 : Best Selected（英语：Best Selected） (Compilation Album)
- 2006 : Best of Tata Young (Compilation Album)

#### Special Albums
- 1995 : Tata 1,000,000 Copies Celebration（英语：Tata 1,000,000 Copies Celebration）
- 1996 : 6-2-12（英语：6-2-12） (co-recorded with other 5 Thai popular artists)
- 1997 : Mos & Tata（英语：Mos & Tata） (Soundtrack Album of movie The Red Bike Story（英语：The Red Bike Story）)
- 1998 : O-Negative (Soundtrack Album)
- 1998 : Reach for the Star – 13th Asian Games

### 英语歌曲专辑
- 2004 : I Believe 《愛的冒險》
- 2006 : Temperature Rising（英语：Temperature Rising (album)） 《熱力四射》
- 2009 : Ready For Love 《準備遇上愛》

## 主演电影
- 1997年 - 《红单车传奇（英语：The Red Bike Story）》  (จักรยานสีแดง)
- 1998年 - 《O型血》  （O-Negative）

## 电视剧
- 2002年 - 《小蜡烛》 （ปลายเทียน）

## 所获奖项
| 年份 | 获奖 |
| ---- | --- |
| 1990 | - 《日产音乐奖》（Nissan Music Award） 《最佳歌手奖》（Best Singer） |
| 1995 | - 《电台评选奖》（Vote Award） 《最受喜爱歌手奖》（Favorite Singer） 《最佳影集唱片奖》（Best Album） 《最佳音乐磁带奖》（Best Music Video） |
| 1997 | - 1997年: 《伊人杂志》（ELLE Magazine:泰国十大最有影响力人物） One of Thailand's 10 Most Influential People |
| 1999 | - 《泰国音乐协会最佳歌手奖》（Thai Music Organization） Favorite Singer |
| 2000 | - 《大都会杂志》（Cosmopolitan Magazine Award） 被评选为2000年最有趣味、最无畏的女性 --- For Fun, Fearless, Female Award 2000 |
| 2004 | - 《95.5电台-维贞希兹奖》（95.5 Virgin Hitz Awards） 影集唱片《I Believe》被评为《年度最佳唱片》（Album of the Year） 《最受欢迎的艺人奖》（Favorite Artist Of The Year） - 《印度MTV卓越大奖》（MTV Immies: Indian Music Excellence） 并被评为在印度最佳外国女流行艺术人（Best International Female Pop Act） |
| 2005 | - 《日本金唱片奖》（Japan Golden Disc Award） 《年度歌唱新人奖》（New Artist of the Year） - 被《FHM杂志》评为全球一百位最性感女性之一（泰国）以及泰国最性感的歌星 - 获V音乐电视台颁发《泰国音乐奖》（Channel V Thailand Music Award） 被评为全球最畅销歌手（Most Popular International Female Artist of the Year） Most Popular Music of the Year） |
| 2006 | - 《亚洲MTV奖》（MTV Asia Awards） 泰国最受欢迎的艺人（Favourite Artist Thailand） - 再度被《FHM杂志》评为全球一百位最性感女性之一（泰国） 泰国最性感的歌星（Sexiest Singer in Thailand） - 《95.5电台-维贞希兹奖》（95.5 Virgin Hitz Awards），是第二度获得此项奖 影集唱片《El Nin-Yo!》以创记录最快速度爬上流行榜首位并获奖 （Fastest Chart Climber 2006 - 《El Nin-Yo!》） 本年度被评为《最受欢迎的国际艺人》（Popular Vote International Artist 2006） |